# Adam Wiebe

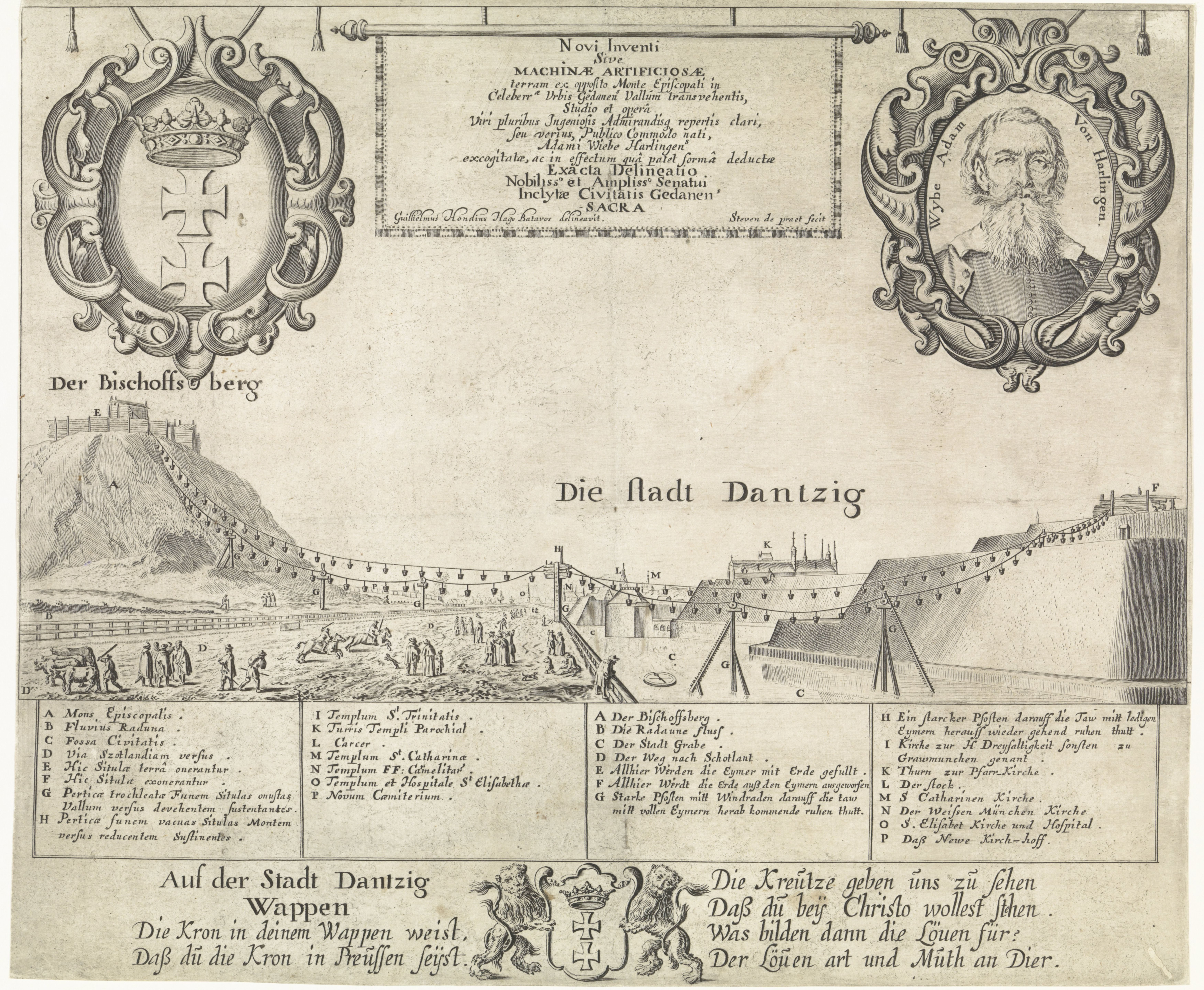
De kabelbaan en het portret van Wybe Adam Van Harlingen

Adam Wiebe, ook bekend als Adam Wybe, Wybe Adam, Wiebe Adams en Adam Wijbe (Harlingen, rond 1590 - Gdańsk (Danzig), 1653) was een ingenieur en uitvinder. In 1616 vestigde hij zich in Gdańsk, alwaar hij waterleidingen liet aanleggen en gemalen bouwen. In 1633 werd hij ingenieur bij de vestingswerken. Bij de afgraving van de Bisschofsberg bij Danzig in 1644 liet hij gebruikmaken van een van de eerste kabelbanen ter wereld om emmers zand te vervoeren naar de te bouwen stadswallen. Wiebe was waarschijnlijk mennoniet.